# ギオチャンガ
ギョチャンガは、明後期頃の建州女直。アイシン･ギョロ氏。ヌルハチ (清太祖) 祖父。

## 略歴
都督フマンの第四子として生まれた。フマンの六子 (六祖) はそれぞれに城を築いて分住し、ギョチャンガは他の五城から「近きは五里、遠きは二十里」の距離に位置するヘトゥアラ地方を拠点とした。
六祖がそれぞれに拠点を構え始めた頃、近辺部落に有力な二つの氏族がいた。碩色納ショセナの九人の子はみな強悍であった。加虎ギャフの七人の子はみな軽捷かつ剛力であった。二者とも武力を恃んで各地を侵犯掠奪していたが、才智に富むギョチャンガと英勇を誇る子リドゥンは、寧古塔貝勒ニングタ･ベイレ (ギョチャンガの兄弟) を率いて出兵し、ショセナの九子とギャフの七子を討滅した。五嶺から東とスクスフ河から西の200里の諸部族が服従したことで、六祖の勢力は伸長した。
一方、遼東巡撫・侯汝諒の奏文には「賊首」として名前が挙がっていることから、ギョチャンガは建州右衞都指揮使・王杲の明辺塞への入寇に関与していたとされ、その後改悛し入貢するようになったという。

### 横死
明万暦11年1583旧暦2月、明朝は、辺境を度々侵犯し治安秩序を混乱させているとして、スクスフ･ビラ部グレ城主アタイの征討を決め、将軍に李成梁、先導にギョチャンガと子タクシ (ヌルハチ父) を任命した。ギョチャンガは明の官軍とともにグレ城に向かったが、アタイに嫁いだ孫娘の救出とアタイ招降のためにグレ城内へ入ったところを、同じくスクスフ･ビラ部に属するトゥルン城の城主ニカン･ワイランに煽動された明軍により、タクシともども「誤殺」された。
この事件は後に七大恨の第一条 (恨一) として、ヌルハチに明征討を決意させた。

## 一族姻戚
＊満文表記 (転写) および仮名表記は『滿洲實錄』(満) に準拠した。丸括弧内の漢字表記は『太祖高皇帝實錄』/『滿洲實錄』の順で記し、両者の表記が同一である場合は統合した。また、その外の文献を典拠とする場合のみ脚註を附した。
- 父・フマン：都督。
  - 長兄・デシク (德世庫desikū)
  - 次兄・リョチャン (劉闡/瑠闡liocan)
  - 三兄・ソオチャンガ
  - ギョチャンガ
    - 長子・リドゥン･バトゥル (禮敦巴圖魯lidun baturu)
      - 孫女名不詳：リドゥン娘。グレ城主アタイの妻。

    - 次子・エルグウェン (額爾袞erguwen)
    - 三子・ジャイカン (界堪/齋堪jaikan)
    - 四子・タクシ
      - 孫・ヌルハチ：清太祖。

    - 五子・タチャ･フィヤング (塔察篇古/塔察taca fiyanggū）

  - 五弟・ボオランガ (包朗阿/寶朗阿boolangga)
  - 六弟・ボオシ

## 脚註

### 典拠
1. ↑  “萬曆47年1619 月16日段72053”. 神宗顯皇帝實錄. 582. "奴之祖父教塲・他失、昔李成梁用爲鄉導併掩殺于阿台城……"
2. ↑  “(愛新覺羅)覺昌安”. 人名權威. 2024年7月6日閲覧。 “叫塲	別稱	明經世文編, 影印明經世文編序, 頁1”
3. 1 2 3 4 5 6  “癸未歲至甲申歲萬曆11年1583至12年1584段263-266”. 太祖高皇帝實錄. 1
4. ↑  “(愛新覺羅)覺昌安”. 人名權威. 2024年7月6日閲覧。 “覺常剛　別稱　國立故宮博物院大清太祖武皇帝實錄(小紅綾本初纂本), 103000015號”
5. 1 2  安, 双成, ed (1993). “ᠮᡠᡴᡩᡝᠮᠪᡠᡥᡝ ᠮᠠᡶᠠ ᡤᠣᠰᡳᠩᡤᠠ ᡥᡡᠸᠠᠩᡩᡳ”. 满汉大辞典. 遼寧民族出版社. p. 774. "景祖翼皇帝，名觉昌安，福满第四子，明人称之为叫场，清人尊称为景祖翼皇帝。"
6. ↑  “天聰10年1636 4月12日段1933”. 太宗文皇帝實錄. 28
7. ↑  “第七節 - 丁. (建州の賊首)”. 清朝全史. 上. pp. 116-119
8. ↑  “滿洲源流／癸未歲至甲申歲萬曆11年1583至12年1584段13”. 滿洲實錄. 1

## 文献

### 實錄
＊中央研究院歴史語言研究所版 (1937年刊行)
- 顧秉謙, 他『神宗顯皇帝實錄』崇禎3年1630 (漢)
- 覚羅氏勒德洪『太祖高皇帝實錄』崇徳元年1636 (漢)
- 編者不詳『滿洲實錄』乾隆46年1781 (漢)
  - 『ᠮᠠᠨᠵᡠ ᡳ ᠶᠠᡵᡤᡳᠶᠠᠨ ᡴᠣᠣᠯᡳmanju i yargiyan kooli』乾隆46年1781 (満) ＊今西春秋版
    - 今西春秋『満和蒙和対訳 満洲実録』刀水書房, 昭和13年1938訳, 1992年刊

### 史書
- 稻葉岩吉『清朝全史』上巻, 早稲田大学出版部, 大正3年1914
- 趙爾巽『清史稿』清史館, 民国17年1928 (漢) ＊中華書局版
- 孟森『清朝前紀』民国19年1930 (漢) ＊商務印書館版

### Web
- 栗林均「モンゴル諸語と満洲文語の資料検索システム」東北大学
- 「明實錄、朝鮮王朝実録、清實錄資料庫」中央研究院歴史語言研究所 (台湾)
- 「人名權威 人物傳記資料庫」中央研究院歴史語言研究所 (台湾)